# 萨丽·马里亚迈基
萨丽·马里亚迈基（芬蘭語：Sari Marjamäki，1971年12月17日—），旧姓菲斯克（Fisk），芬兰女子冰球运动员。她曾代表芬兰参加1998年、2002年和2006年冬季奥林匹克运动会冰球比赛，获得一枚铜牌。